# Догра Магра
«Догра Магра» (яп. ドグラ・マグラ) — экспериментальный роман японского писателя Юмэно Кюсаку (настоящее имя — Сугияма Ясумити), изданный в Японии в 1935 году. Входит в число трёх японских «великих странных книг». Произведение содержит в себе жанры детектива, научной фантастики, готического романа, естественно-научного трактата, киносценария, эротической прозы, политической сатиры и буддийской проповеди.

## Сюжет
Действие происходит в Японии в 1926 году.
Безымянный главный герой приходит в сознание в «Клинике свободного лечения сумасшедших». Он абсолютно ничего не помнит, включая собственное имя, и начинает личное расследование. Однако различные документы, которые имеются в распоряжении героя, и устные рассказы других пациентов не проясняют ситуацию. Параллельно герой, будучи пациентом клиники, оказывается вовлечён в научное противостояние двух докторов.

## Отзывы критики
Японистка и переводчица романа на русский Анна Слащева называет произведение «романом-монтажом», который сложно описать и поместить в какие-либо рамки.
Эдогава Рампо назвал роман «безумной вселенной, описанной безумцем, а не писателем».
Валерий Шлыков считает, что Юмэно Кюсаку нарушает в своём произведении все 10 заповедей детективного романа, сформулированные Рональдом Ноксом, а кроме того, деконструирует саму форму романа.

Кирилл Ямщиков, высказав мнение, что сам роман «оказался сильно меньше, чем сложившийся вокруг него миф», назвал произведение «значимым памятником авангарда» и «экскурсом в малознакомый большинству контекст японской культуры».

«Догра Магра» ошеломляюще свежа. Фигуры умолчания высвечивают в ней лишние бездны, лакуны, которые бессмысленно заполнять очередными фантомами, повествовательными трюками, шарадами. Юмор Кюсаку рифмуется с гран-гиньолем и контекстом действительной жизни, контекстом настолько далеким и сиюминутным, что нам, русскоязычным читателям, становится искренне невдомек: что все это, черт побери, значит?

Кирилл Ямщиков

## Переводы на русский язык
- «Догра Магра» (перевод Анны Слащевой) (СПб.: Издательство книжного магазина «Желтый двор», 2023 г., ISBN 978-5-6045343-8-0)[2][3]

## Экранизации
- Dogura magura, реж. Тосио Мацумото (Toshio Matsumoto), 1988[6]
- Dogura magura, реж. Kaisei Kishi, 2012[7]

## Факты о романе
- «Догура магура» дословно переводится как «двигаться по спирали». На русский это можно перевести как «кручу-верчу, запутать хочу».[1]
- Эпиграфом к произведению служит пародия на русский романс Чёрный ворон.[1]
- Одна из героинь романа исписывает тетрадь цитатой из русской песни «Милая Катюша, как горько расставанье».[1]
- В произведении фигурирует и цитируется ряд вымышленных документов, один из которых — рукопись «Догра Магра».[4]
- В Осаке есть бар, названный в честь романа.[1]
- Существует городская легенда о том, что чтение «Догра Магра» может свести человека с ума.[1]